# Conrad Varrentrapp (Historiker)

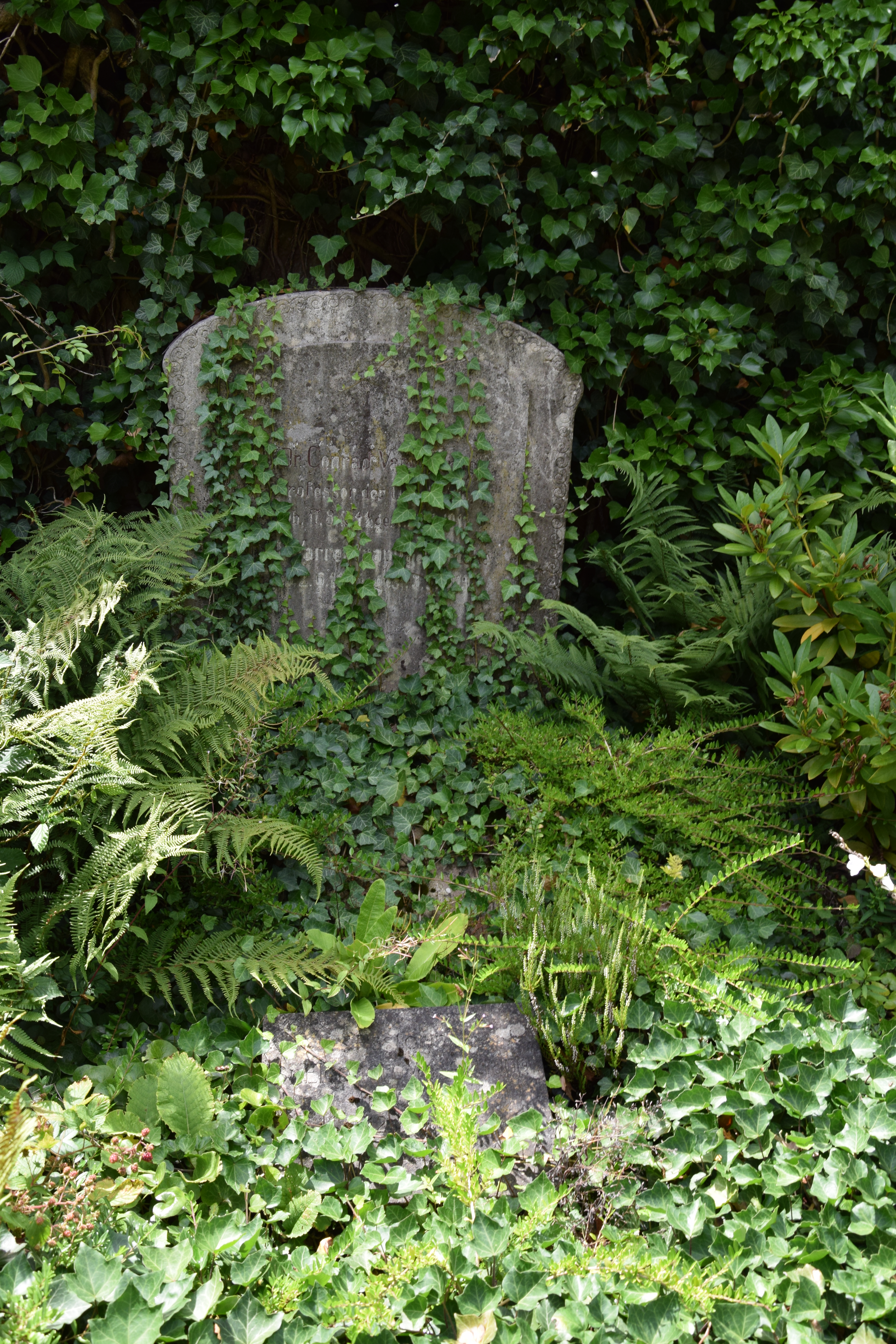
Grab von Conrad Varrentrapp auf dem Marburger Hauptfriedhof (2017)

Conrad Eduard Varrentrapp (* 17. August 1844 in Braunschweig; † 28. April 1911 in Marburg) war ein deutscher Historiker und Biograf. Varrentrapp war Professor der Geschichte an den Universitäten in Bonn, Straßburg und Marburg.

## Leben

### Familie und Studium
Conrad entstammte einer Familie, aus der zahlreiche Wissenschaftler, Geistliche und Politiker hervorgingen. Sein Vater war der Chemiker und Unternehmer Franz Varrentrapp (1815–1877) aus Braunschweig. Sein Onkel väterlicherseits war der Mediziner Georg Varrentrapp (1809–1886), und sein Vetter Adolf Varrentrapp (1844–1916), der Sohn von Georg Varrentrapp, wurde Bürgermeister von Frankfurt am Main.
Er besuchte das Gymnasium in seiner Heimatstadt und begann 1862 ein Geschichtsstudium an der Universität Göttingen unter anderem bei Georg Waitz. Mit Beginn des Sommersemesters 1864 wechselte Varrentrapp an die Universität Bonn, um seine Studien bei Heinrich von Sybel fortsetzen zu können. Hier lernte er auch als Mitkommilitonen den ein Jahr älteren Gerold Meyer von Knonau kennen, beide verband ab dann eine lange Freundschaft. Meyer von Knonau verfasste später eine Kurzbiografie über Varrentrapp, die im Biographischen Jahrbuch und deutschen Nekrolog 1912 veröffentlicht wurde.
Zum Wintersemester 1864 ging er an die Berliner Universität, um noch ein Semester Vorlesungen bei Leopold von Ranke besuchen zu können. Er beendete sein Studium an der Bonner Universität und promovierte dort im Dezember 1865 bei Heinrich von Sybel mit der Dissertation Commentationis de christiano archiepiscopo maguntino specimen prius zum Dr. phil.

### Beruflicher Werdegang
1868 habilitierte sich Varrentrapp an der philosophischen Fakultät der Bonner Universität als Privatdozent. Er war nun ein enger Mitarbeiter von Heinrich von Sybel, der ihm 1869 die Ausarbeitung eines Registers zu den ersten zwanzig Bänden der Historischen Zeitschrift übertrug. Sybel selbst hatte die Zeitschrift, die bis heute existiert, 1859 begründet. Später überließ er Varrentrapp die alleinige Redaktion. 1873 erhielt Varrentrapp eine außerordentliche Professur für Geschichte an der Universität Bonn.
Unterbrochen wurde seine akademische Arbeit durch den Deutsch-Französischen Krieg 1870 bis 1871, an dem Varrentrapp als Führer einer Kolonne von Krankenträgern beim 2. Sanitätsdetachement des III. Armeekorps teilnahm. Als solcher erlebte er am 16. August 1870 die Schlacht von Vionville, von August bis Oktober 1870 die Belagerung von Metz sowie die Kämpfe gegen die Loirearmee Ende 1870. Für seine Verdienste erhielt er das Eiserne Kreuz. Erst im März 1871 konnte er wieder zurückkehren.
Anfang April 1874 folgte er dem Ruf als ordentlicher Professor für mittlere und neuere Geschichte an die Universität Marburg. Nach dem Rücktritt von Ernst Herrmann übernahm Varrentrapp mit dem Wintersemester 1877 die Leitung des Historischen Seminars. 1879 wurde er Dekan der Philosophischen Fakultät der Marburger Universität. Von April 1880 bis April 1883 war außerdem Direktor der wissenschaftlichen Prüfungskommission für Kandidaten des höheren Schulamts in Marburg.
Ostern 1890 wurde Varrentrapp eine ordentliche Professur für Geschichte an der Universität Straßburg übertragen als Nachfolger von Hermann Baumgarten. Anfang Oktober 1901 kehrte er als ordentlicher Professor der mittleren und neueren Geschichte sowie als Direktor des Historischen Seminars an die Marburger Universität zurück. Seine Studenten forderte er auf, sich intensiv mit Quellen- und Literaturstudien bei den verschiedenen historischen Themengebieten zu befassen. Als Doktorvater wurde er von den Studierenden bevorzugt ausgewählt. Für seine Verdienste erhielt er im Dezember 1907 die Ernennung zum Geheimen Regierungsrat. Am 29. September 1909 wurde Varrentrapp emeritiert. Noch im gleichen Jahr ehrte ihn die Universität Leipzig mit der Vergabe des Ehrendoktors der Theologie.
Nach dem Ausbruch einer schweren Krankheit reiste er noch 1907 zu den schweizerischen Heilquellen von Baden im Aargau, wo er vorübergehend Besserung fand und seinen alten Studienfreund Gerold Meyer von Knonau wieder traf.
Conrad Varrentrapp starb am 28. April 1911, im Alter von 66 Jahren, in Marburg. Er wurde auf dem Marburger Hauptfriedhof bestattet, das Grab ist erhalten. Sein schriftlicher Nachlass befindet sich im Geheimen Staatsarchiv Preußischer Kulturbesitz in Berlin, im Hessischen Staatsarchiv Marburg und im Niedersächsischen Landesarchiv / Staatsarchiv Wolfenbüttel. Er war seit 1877 mit Lily Beneke, der Tochter des Marburger Medizinprofessors Friedrich Wilhelm Beneke, verheiratet. Ihr einziger gemeinsamer Sohn Franz Varrentrapp wurde Jurist.

### Schrifttum
Varrentrapp hinterließ ein umfangreiches Schrifttum. Bereits 1867 erschien sein Werk Erzbischof Christian I. von Mainz, eine Biografie über den bis dahin von der historischen Forschung vernachlässigten Erzbischof von Mainz Christian I. von Buch. Ein Jahr später war er Verfasser der Festschrift Beiträge zur Geschichte der Kurkölnischen Universität Bonn, die vom Verein von Alterthumsfreunden im Rheinlande anlässlich der 50. Stiftungsfeier der Bonner Universität herausgegeben wurde.
1878 wurde seine Monografie Hermann von Wied und sein Reformationsversuch in Köln über Hermann V. von Wied veröffentlicht, die er im zweiten Teil des Bandes mit umfangreichen Quellen und Erörterungen versah. Schon in seiner Dissertation von 1865 bezog sich Varrentrapp auf Friedrich Christoph Dahlmann, den er 1885 mit einem Aufsatz Zur Erinnerung an Friedrich Christoph Dahlmann in den Preußischen Jahrbüchern und ein Jahr später mit einem Vorwort zu F. C. Dahlmann’s Kleine Schriften und Reden ehrte. Ebenfalls 1885 erschien die Abhandlung Der Prinz von Homburg in Geschichte und Dichtung in den Preußischen Jahrbüchern, die Veranlassung gab, sich näher mit dem Dichter Heinrich von Kleist zu beschäftigen.
Von Johannes Schulze, einer preußischen Persönlichkeit des 19. Jahrhunderts, handelte das Werk Johannes Schulze und das höhere preussische Unterrichtswesen in seiner Zeit, das 1889 erschien. Die Briefe des von ihm ebenfalls verehrten Samuel von Pufendorf gab er 1893 heraus und ein Jahr später Briefe Pufendorf’s an Falaiseau, Friese, Weigel. Nach dem Tod von Heinrich von Sybel 1895 widmete Varrentrapp seinem einstigen Lehrer das Werk Heinrich von Sybel. Biographische Einleitung zu den Vorträgen und Abhandlungen Sybels, das er 1897 veröffentlichte.
Seine Rede Landgraf Philipp von Hessen und die Universität Marburg, anlässlich des 400. Geburtstages von Landgraf Philipp von Hessen, die er bei der Marburger Universitätsfeier 1904 hielt, erschien noch im selben Jahr. Rankes historisch-politische Zeitschrift und das Berliner politische Wochenblatt publizierte er 1907 in der Historischen Zeitschrift. Briefe an Ranke wurden von ihm ebenfalls in der Historischen Zeitschrift veröffentlicht, eine letzte Gruppe erschien 1911. Er hatte sie noch bearbeitet, die Veröffentlichung aber nicht mehr erlebt. Als Autor für die Allgemeine Deutsche Biographie verfasste er vier Beiträge.

## Veröffentlichungen (Auswahl)
- Commentationis de christiano archiepiscopo maguntino specimen prius. (Dissertationsschrift) Bonn 1865 (Digitalisat.).
- Erzbischof Christian I. von Mainz. Berlin 1867 (Digitalisat.).
- Beiträge zur Geschichte der kurkölnischen Universität Bonn. (Festschrift) Bonn 1868 (Digitalisat.).
- Historische Zeitschrift. Register zu Band 1 bis 20. München 1869.
- Hermann von Wied und sein Reformationsversuch in Köln. Ein Beitrag zur deutschen Reformationsgeschichte. Leipzig 1878.
- Zur Erinnerung an Friedrich Christoph Dahlmann. Berlin 1885.
- Johannes Schulze und das höhere preußische Unterrichtswesen in seiner Zeit. Leipzig 1889.
- Briefe von Pufendorf. als Herausgeber, München 1893.
- Der Große Kurfürst und die Universitäten. Rede zur Feier des Geburtstages Sr. Majestät des Kaisers, am 27. Januar 1894, in der Aula der Kaiser-Wilhelms-Universität Strassburg gehalten. Straßburg 1894 (Digitalisat.).
- Vorträge und Abhandlungen von Heinrich von Sybel. Mit einer biographischen Einleitung. München 1897.
- Landgraf Philipp von Hessen und die Universität Marburg. Rede, gehalten bei der Marburger Universitätsfeier seines 400. Geburtstages. Marburg 1904 (Digitalisat.).